# 旗杆厝
旗杆厝，是位于福建省福州市罗源县霍口畲族乡洋头里村的一个清代古建筑，2001年入选第三批罗源县文物保护单位。
旗杆厝始建于清嘉庆年间，由村人卓全名建造，得名于门前竖旗杆碣一对。建筑占地面积1643平方米。有主楼与附属楼各1座，坐西朝东。正厝已毁于火灾，现存的横厝为一门楼、四厅堂、八书院的大型土木结构民居，全座结构分三部分而又紧密相连，四周围以火墙。